# Łukowica
Łukowica is een dorp in het Poolse woiwodschap Klein-Polen, in het district Limanowski. De plaats maakt deel uit van de gemeente Łukowica en telt 2220 inwoners.